# Stade Rennais FC
Stade Rennais je klub francouzské Ligue 1, sídlící ve městě Rennes. Klub byl založen roku 1901 a hraje na stadionu Roazhon Park s kapacitou 29 376 diváků. Jeho rivaly v rámci bretaňského derby jsou FC Nantes a EA Guingamp.
Stade Rennes ve své historii nikdy nezískalo francouzský titul. Klub se orientuje na práci s mládeží, ve které patří mezi nejlepší kluby ve Francii.
Mužstvo Rennes do 19 let získalo titul v Coupe Gambardella dvakrát od roku 2003.

## Historie
Klub Stade Rennais byl založen v roce 1901. Profesionální fotbal se v klubu hraje od roku 1932. V roce 1998 klub koupil retailový magnát François Pinault, v témže roce začal tým trénovat Paul Le Guen, který vydržel do roku 2001.
V ročníku 2000/01 Stade Rennais obsadilo šesté místo, což znamenalo účast v Poháru Intertoto. Začátkem dalšího ročníku se právě v Poháru Intertoto utkal s českým klubem 1. FC Synot, přes nějž postoupil dále. V semifinále však padl proti Aston Ville. Ligu zakončil na 12. místě, tu další na 15. místě. To už za Rennes chytal 20letý český brankář Petr Čech, nejdražší přestup v klubové historii.
Čechovy výkony v ročníku 2003/04 pomohly k 9. místu. V útoku tým sázel na nově příchozího švýcarského útočníka Alexandera Freie, který nasázel 20 branek. Brankář Čech se stal terčem zájmu velkoklubů, nakonec jej získala Chelsea. Přes jeho odchod se Rennes v další sezoně 2004/05 umístilo čtvrté, Frei opět vstřelil 20 branek a tým se mohl další sezonu ukázat v pohárové Evropě.
Sezona 2005/06 dopadla 7. místem, o evropské poháry tak Rennes přišlo jen díky skóre ve prospěch šestého AJ Auxerre. Ve skupině Poháru UEFA skončilo Rennes na posledním místě bez jediné výhry. Tuto i další sezonu 2006/07 se Rennes v útoku spoléhalo na Nigerijce Johna Utaku, autora 11 branek v obou sezonách. Sezona 2006/07 přinesla znovu čtvrté místo a možnost zahrát si v Poháru UEFA.
Během letního přestupového období Rennes získalo cennou posilu v podobě Sylvaina Wiltorda z Lyonu, který se do Rennes vrátil po mnoha letech a pomohl k šestému místu. Skupinová fáze Poháru UEFA opět dopadla posledním pátým místem. Ani další sezony se tým nevymanil z průměrnosti a skončil sedmý (2008/09), devátý (2009/10) a šestý (2010/11). V ročníku 2008/09 mělo Rennes pod koučem Guyem Lacombem sérii 18 utkání bez porážky, která začala třetím kolem a domácí výhrou nad Lille. Po půl roce série skončila právě na hřišti Lille, které doma vyhrálo 1:0.
V tomto ročníku tým dosáhl finále francouzského poháru Coupe de France, kde ale podlehl druholigovému Guingampu 1:2.
Tyto dva bretaňské týmy se ve finále Coupe de France utkaly znovu v roce 2014 a opět to byl Guingamp, kdo v zápase zvítězil.

### Pohárové úspěchy
Představení v Evropské lize 2011/12 skončilo opět již ve skupině. O sedm roků později Rennes znovu okusilo Evropskou ligu, během níž narazilo na Jablonec, který ale vyřadilo. Po postupu ze skupiny přešlo přes Betis Sevillu, aby v osmifinále nezvládlo souboj s Arsenalem. Rennes ale přesto trofej získalo, když ve finále Coupe de France překvapili favorizované PSG a zvítězili na penalty 6:5.
Do skupiny Evropské ligy Rennes znovu nahlédlo v ročníku Evropské ligy 2019/20.

## Česká stopa
V barvách Stade Rennais FC dosud nastoupilo deset českých fotbalistů, Bohumil Klenovec (oba 1929–1932), Jaroslav Bouček (oba 1932–1933), Vladar Prosek (oba 1932–1932), Václav Mrázek (oba 1932–1933), Jiří Šefelín (oba 1932–1934), Jaroslav Vojta (oba 1933–1933), Joseph Navra (oba 1945–1945), Vladimír Šteigl (oba 1946–1947), Petr Čech (oba 2002–2004) a Tomáš Koubek (2017–2019).

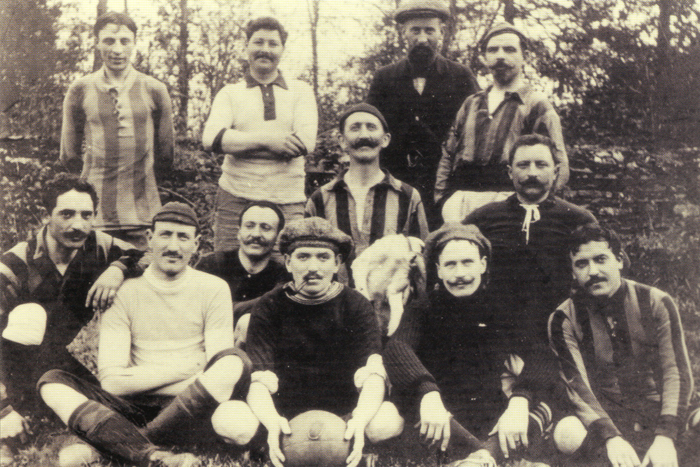
Stade Rennais v roce 1904

## Získané trofeje

### Vyhrané domácí soutěže
- 2. francouzská liga ( 2× )

(1956, 1983)
- Francouzský fotbalový pohár ( 3× )

(1965, 1971, 2019)
- Francouzský superpohár ( 1× )

(1971*)
* dělený titul

## Slavní hráči

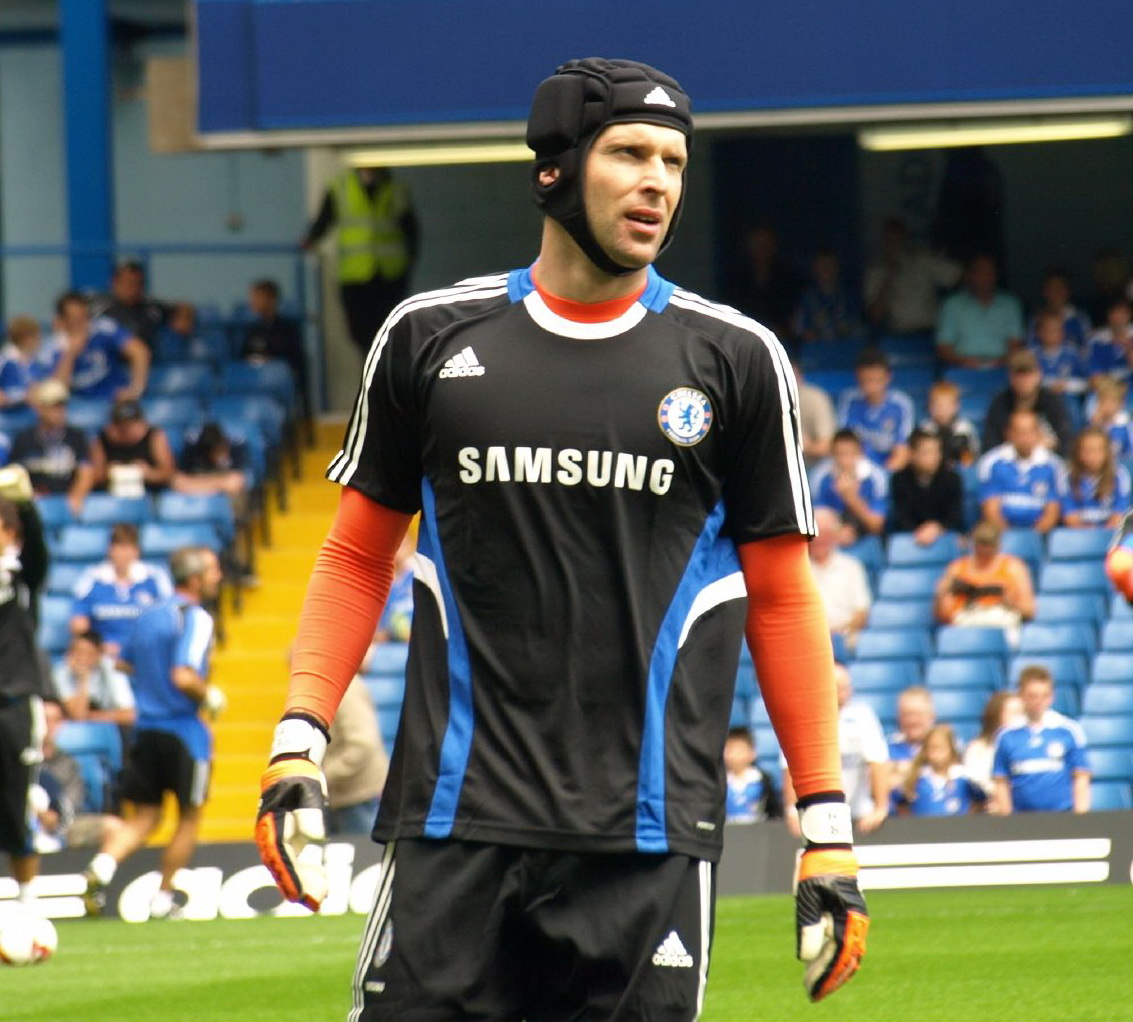
Brankář Petr Čech se ve Stade Rennes prezentoval výkony, které mu umožnily přestup do Chelsea v roce 2004

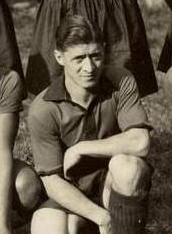
Lucien Laurent, první střelec v historii mistrovství světa, působil ve Stade Rennes mezi lety 1936 a 1937

| - Ismael Bangoura - Jimmy Briand - Carlos Bocanegra - Jaroslav Bouček (fotbalista) - Petr Čech - Étienne Didot - Nicolas Douchez - Erik Edman - Rod Fanni - Alexander Frei - Yoann Gourcuff - Asamoah Gyan - Petter Hansson - Andreas Isaksson |  | - Kim Källström - Bohumil Klenovec - Lucien Laurent - Václav Mrázek - Jean II Makoun - Joseph Navra - Laurent Pokou - Simon Pouplin - Vladar Prosek - Jiří Šefelín - Vladimír Šteigl - Moussa Sow - Jaroslav Vojta - Sylvain Wiltord |